# 沈圻
沈圻（1481年—？），字子京，浙江嘉興府平湖縣人，明朝政治人物。

## 生平
弘治十七年（1504年）甲子科浙江鄉試第十八名舉人，正德六年（1511年）中式辛未科會試第八名，二甲第一百十一名進士。授江西道監察御史，十年（1515年）四月考察以浮躁淺露，謫高郵州判官，十四年（1519年）改休寧縣知縣，十五年（1520年）升和州知州，十六年（1521年）正月升貴州按察司僉事，嘉靖三年（1524年）調山東按察司僉事，十年（1531年）三月升陝西按察司副使、兵備固原，十三年（1534年）六月升貴州布政使司右參政，致仕歸里。

## 家族
曾祖沈渭，封工部主事；祖父沈樾；父沈煉，江西布政使司右參議。母包氏（封安人）。重慶下。